# Platz der Luftbrücke
Der Platz der Luftbrücke, kurz auch Pladelu, ist ein Berliner Verkehrsknotenpunkt an der Grenze zwischen den Ortsteilen Tempelhof und Kreuzberg. Am Platz liegt der Zugang zum ehemaligen Flughafen Tempelhof. Die Gebäude um den Platz beherbergen vor allem Einrichtungen der öffentlichen Verwaltung, insbesondere das Polizeipräsidium. Nicht weit entfernt findet sich der Viktoriapark als Erholungsort. Mit dem Namen des Platzes wird an die Berliner Luftbrücke von 1948/1949 erinnert. Der Platz existiert seit dem Bau der neuen Flughafengebäude, war in den amtlichen Kartenwerken aber nicht mit einem Namen versehen.

## Verkehrsknoten
Auf dem Platz kreuzt sich die Berliner Nord-Süd-Magistrale der Bundesstraße 96 (Mehringdamm, Tempelhofer Damm) mit der Ost-West-Verbindung von Neukölln (Columbiadamm) nach Schöneberg (Dudenstraße). Im Südwesten des Platzes führt die Manfred-von-Richthofen-Straße in die Ortslage Neu-Tempelhof.
Am Nordende des Platzes bietet der U-Bahnhof Platz der Luftbrücke der U-Bahn-Linie U6 Anschluss an den Schnellverkehr in Berlin. Von 1926 bis 1937 trug der Bahnhof den Namen Kreuzberg. Der Zugang für Passagiere zum ehemaligen Flughafen liegt am Platz.

## Bauten
Auf der Ostseite des Platzes befindet sich das ehemalige Abfertigungsgebäude des Flughafens, entworfen vom Architekten Ernst Sagebiel und das im gleichen Stil errichtete Verwaltungsgebäude. Diese Bauten ähneln bereits denjenigen, die in den Plänen der Nationalsozialisten im Zuge der grundlegenden Umgestaltung Berlins zur „Welthauptstadt Germania“ vorgesehen waren. Eine monumentale Nord-Süd-Achse sollte etwa einen Kilometer westlich gebaut werden, an die der Flughafenplatz angeschlossen worden wäre.
Die Wohn- und Geschäftshäuser im Südwesten des Platzes wurden vor dem Ersten Weltkrieg von Bruno Möhring gestaltet.
Auf dem Platz vor dem Flughafenkomplex steht seit 1951 das Luftbrückendenkmal, das im Berliner Volksmund auch „Hungerkralle“ oder „Hungerharke“ genannt wird. Es existieren zwei vergleichbare Gegenstücke: am Frankfurter Flughafen und in Celle.
Im Zugangsbereich des ehemaligen Abfertigungsgebäudes steht eine Statue in Form eines Adlerkopfes. Dies ist der Originalkopf des 4,50 Meter hohen Adlers, der ursprünglich ab 1940 auf dem Dach des Gebäudes ein weithin sichtbares Erkennungsmerkmal war. Entgegen weitläufigen Annahmen hatte er in seinen Fängen kein Hakenkreuz (wie beim Reichsadler), sondern eine Weltkugel – analog zu den Planungen für die Laterne auf der Kuppel der Großen Halle der geplanten „Welthauptstadt Germania“. Er musste 1962 wegen der Installation einer neuen Radaranlage weichen und wurde dem Museum der US-Militärakademie in West Point im amerikanischen Bundesstaat New York übergeben. Der Adler, ebenfalls von Sagebiel entworfen, wurde von dem Bildhauer Walter E. Lemcke gefertigt und wiederholt sich als Motiv auf den Seitengebäuden des Vorplatzes. Von der Statue ist nur noch dieses Kopfteil vorhanden. Es wurde von der US Air Force zurückgeholt und seit August 1985 als Eagle Square wieder den Berlinern präsentiert.

Eagle Square
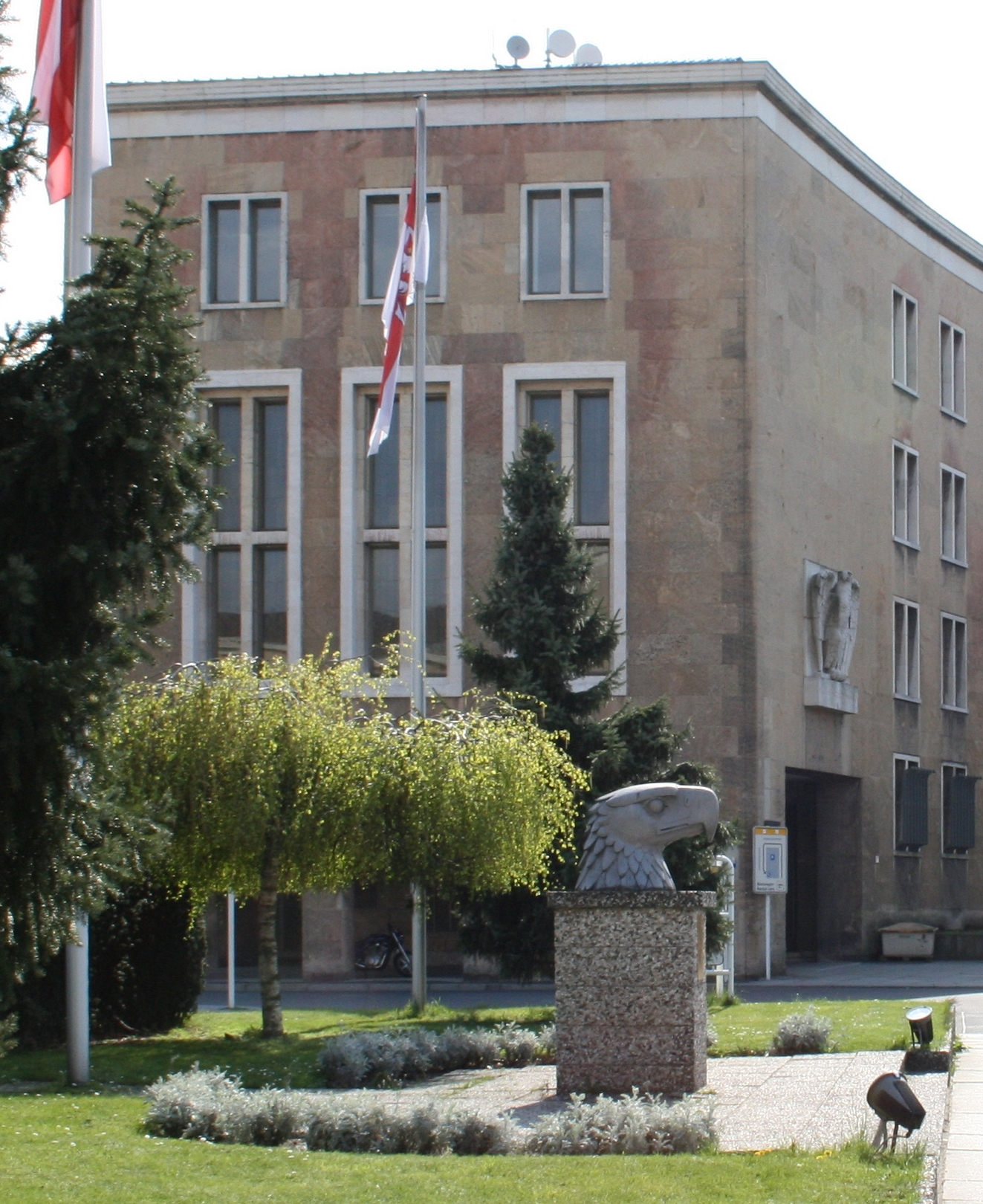
Adlerkopfstatue (Eagle Square)
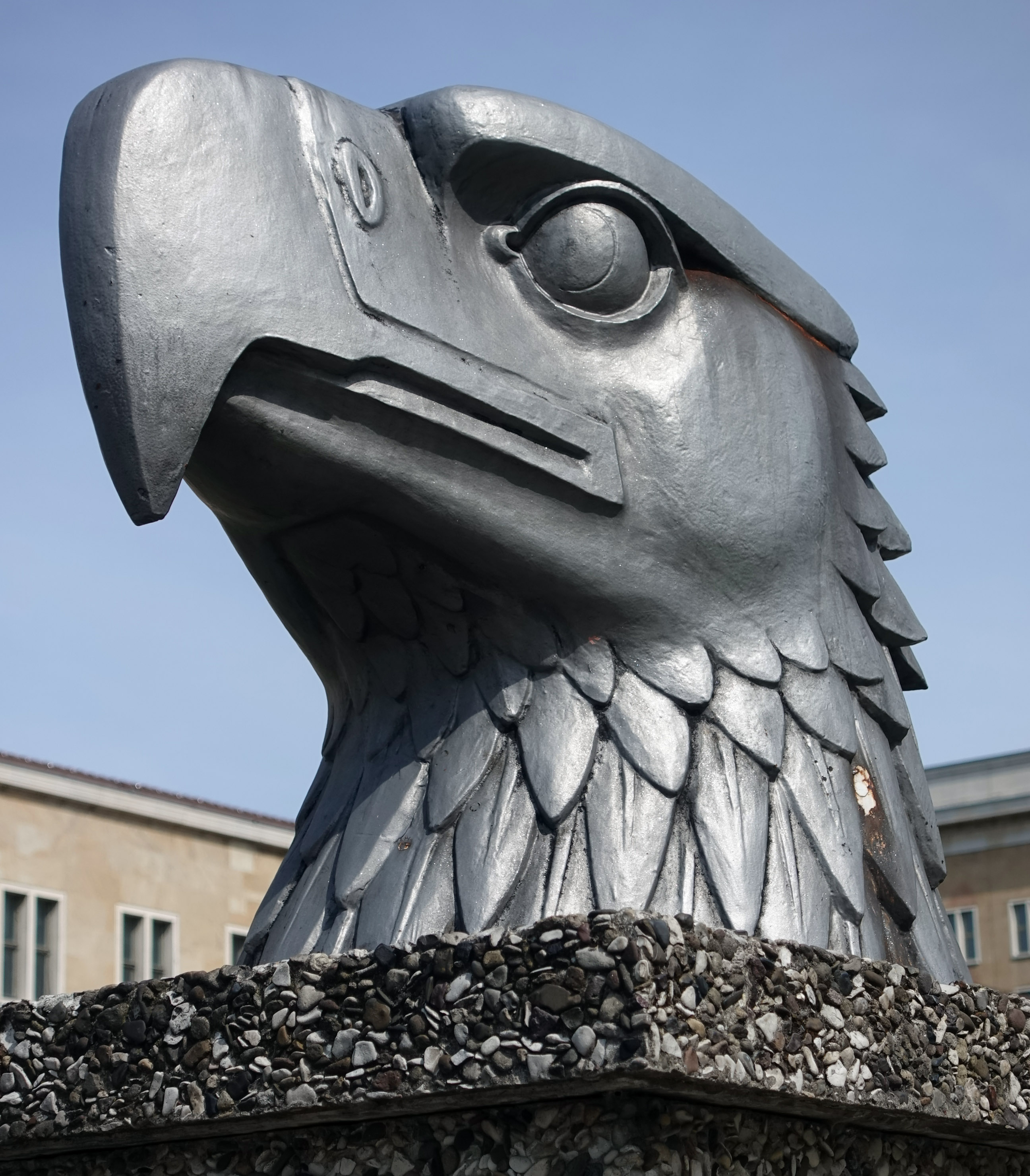
Adlerkopf auf dem Sockel des Eagle Square
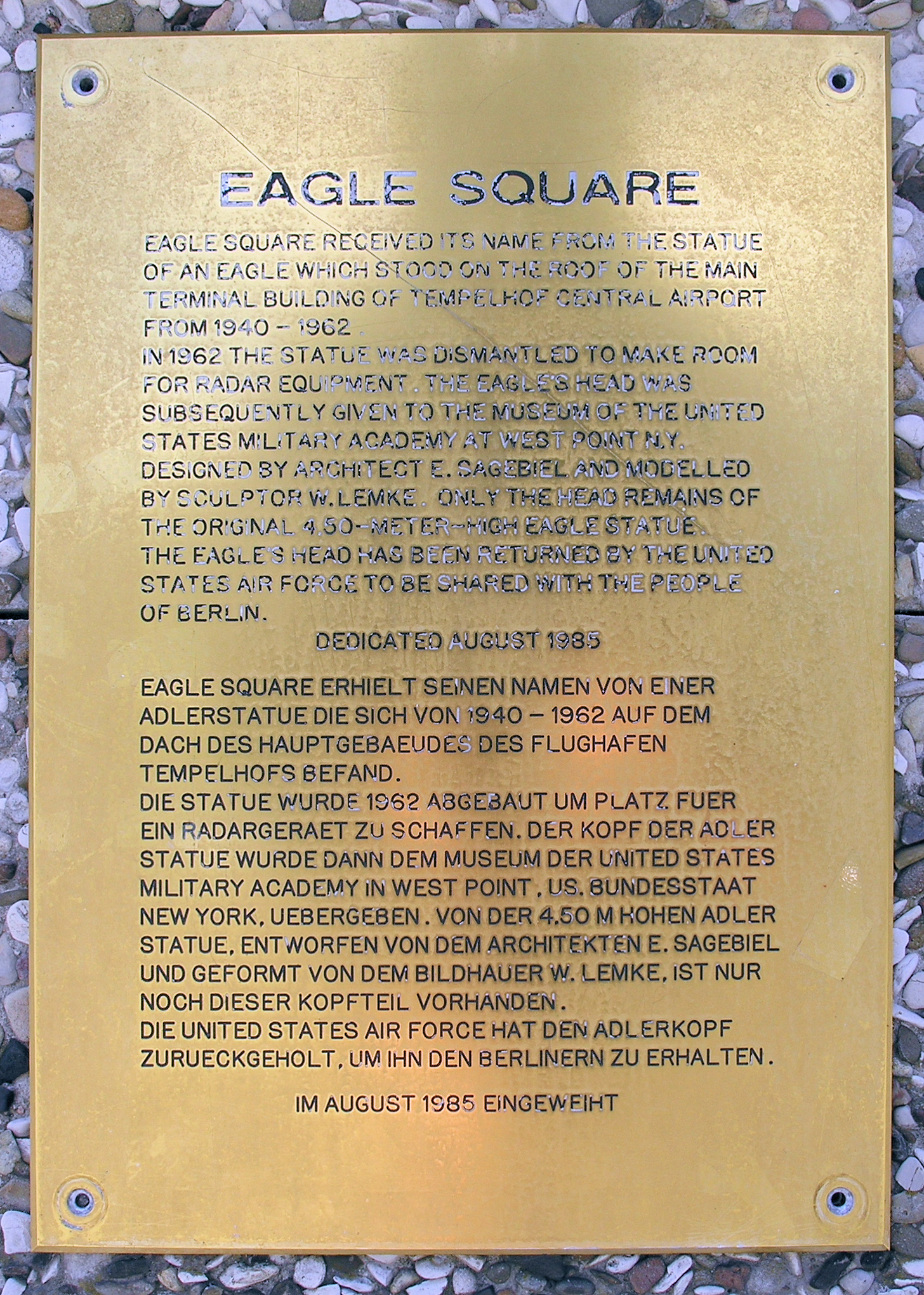
Gedenktafel am Sockel der Adlerkopfstatue auf dem Eagle Square, Platz der Luftbrücke 5

## Einrichtungen am Platz

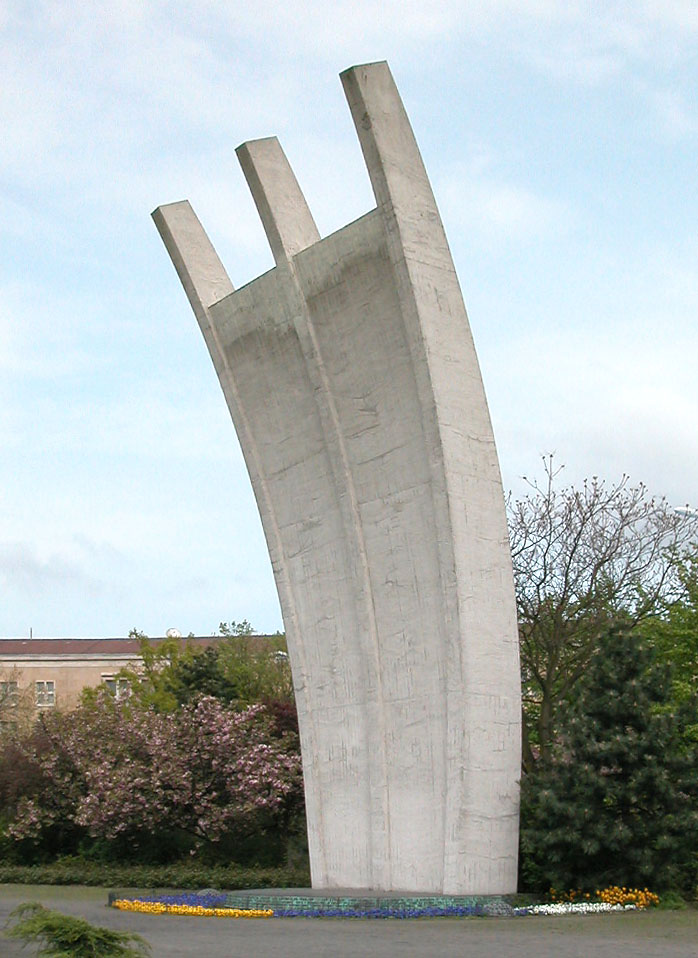
Luftbrückendenkmal Berlin-Tempelhof

Am Platz der Luftbrücke und in unmittelbarer Nähe ist mit dem Polizeipräsidium und dem Landeskriminalamt die Zentrale der Berliner Polizei ansässig. Dazu gehört auch die Polizeihistorische Sammlung.
Im heute Columbiahaus genannten Gebäudeteil befinden sich Dienststellen der Bundeswertpapierverwaltung (BWPV), des Hauptzollamtes Berlin (HZA), des Prüfungsamtes des Bundes (PAB), des Wasserstraßen- und Schifffahrtsamtes (WSA), des Wasserstraßenneubauamtes (WNA) und des Zollfahndungsamtes Berlin-Brandenburg (ZFA).
Das zentrale Fundbüro ist für ganz Berlin zuständig.

## Faßberg

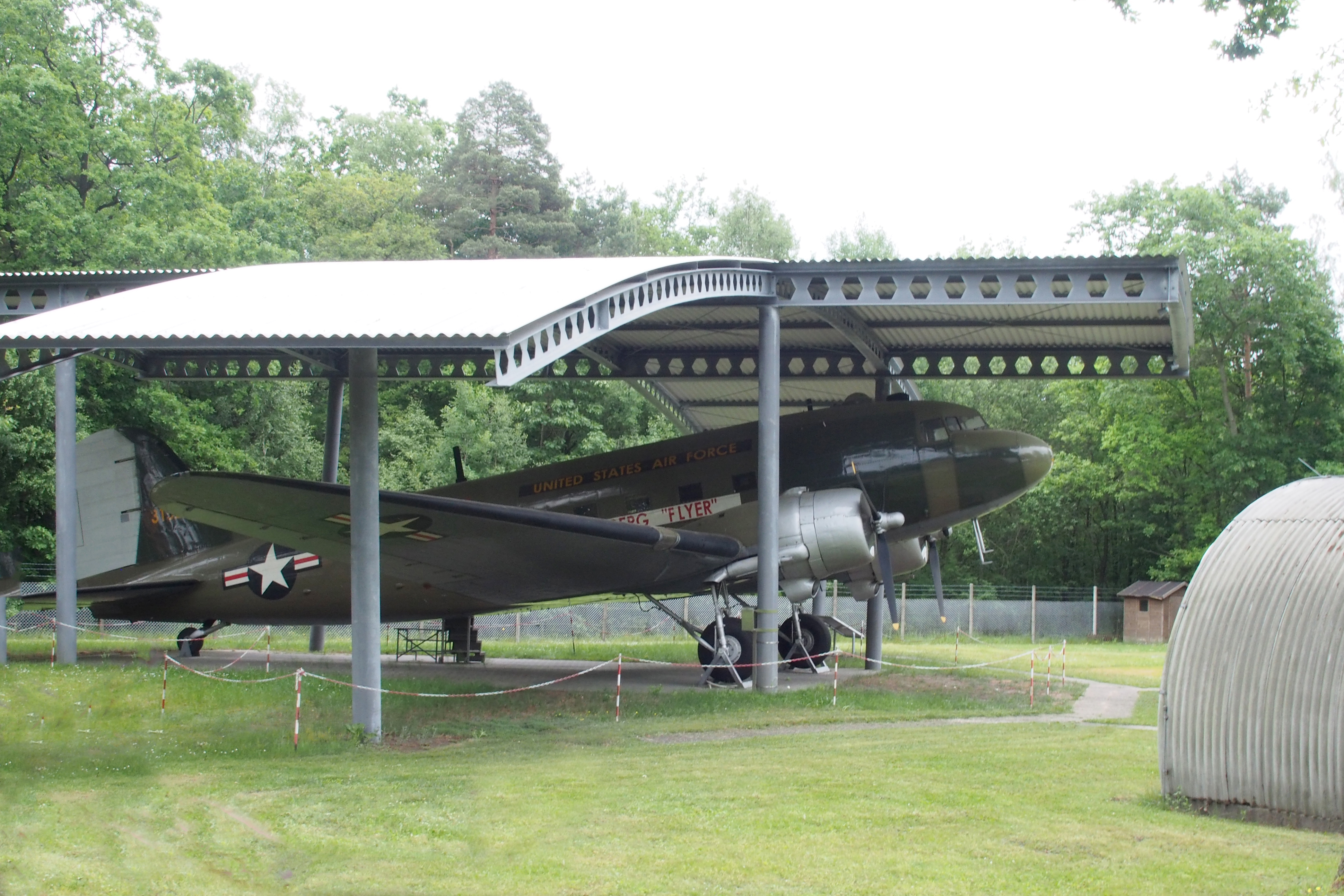
Museumsgelände in Faßberg (Erinnerungsstätte Luftbrücke Berlin mit C-47 der US Air Force)

In der niedersächsischen Gemeinde Faßberg, einem der drei Startpunkte der Luftbrücke in Westdeutschland, gibt es ebenfalls den amtlichen Straßennamen Platz der Luftbrücke.